# Quatre jours de l'Yser
Les Quatre jours de l'Yser (en néerlandais : Vierdaagse van de IJzer) est une marche internationale non compétitive organisée par l'armée belge.
Cette organisation annuelle est ouverte aux civils et militaires tant belges qu'étrangers et a trois objectifs :
- Renforcer les relations entre l'armée et la nation par le biais d'un effort sportif commun ;
- La souvenance des deux guerres mondiales, en particulier de tous ceux qui sont tombés sur les champs de bataille en Flandre au cours de la Première Guerre mondiale ;
- Randonner d'une agréable façon en s'empreignant des valeurs historiques et touristiques du Westhoek.

## Organisation
Cette marche de quatre jours est organisée par le bataillon d'artillerie de Nieuport. Ce bataillon, stationné à la côte belge, au bord de la mer du Nord, est assisté dans cette tâche par le Competentiecentrum Steunmaterieel en -producten d'Ypres et travaille en étroite collaboration avec la commune de Coxyde (Koksijde) et les villes de Nieuport, Dixmude, Poperinge et Ypres, qui sont toutes des lieux de départ et d'arrivée de la marche. Les Quatre jours de l'Yser sont organisés chaque année la première semaine complète suivant le 15 août (l'Assomption est un jour férié en Belgique). Quotidiennement, des parcours de 8, 16, 24 et 32 km sont balisés.
La cérémonie d'ouverture et le départ de la première journée de marche ont toujours lieu à Coxyde-Oostduinkerke. Le parcours de ce premier jour passe par Nieuport, la dernière ville du front occidental de la Première Guerre mondiale.
L'arrivée du dernier jour de randonnée, la cérémonie de clôture et le défilé de tous les participants depuis le mémorial de la Porte de Menin, ont toujours lieu à Ypres, ville martyre et symbole de la Première Guerre mondiale.

## Autres marches de quatre jours

### En Belgique
- Marche européenne du souvenir et de l'amitié (MESA), dans les Ardennes belges, dans la région de Bastogne (49e édition en juin 2016)

### Aux Pays-Bas
- Quatre jours de Nimègue (autour de Nimègue)
- Achterhoekse Wandelvierdaagse (nl) (autour d'Apeldoorn)
- Quatre jours du Heuvelland (nl) (autour de Fauquemont-sur-Gueule)
- Achterhoekse Wandelvierdaagse (nl)
- Avondvierdaagse (nl)